# Rey Vargas
Rey Vargas est un boxeur mexicain né le 25 novembre 1990 à Otumba, État de Mexico, Mexique.

## Carrière
Passé professionnel en 2010, il remporte le titre vacant de champion du monde des poids super-coqs WBC le 25 février 2017 après sa victoire aux points contre Gavin Mcdonnell. Vargas conserve son titre et son invincibilité en battant aux points Ronny Rios le 26 août 2017, Oscar Negrete le 2 décembre 2017 et Azat Hovhannisyan le 12 mai 2018. Il récidive le 9 février 2019 après une nouvelle victoire aux points face à Franklin Manzanilla puis le 13 juillet 2019 face à Tomoki Kameda. Après 5 défenses victorieuses, Vargas est destitué par la WBC en 2020. Il change ensuite de catégorie et devient champion du monde des poids plumes WBC le 9 juillet 2022 aux dépens de Mark Magsayo.
Le 11 février 2023, il tente de remporter une ceinture dans une troisième catégorie de poids mais échoue aux points contre O'Shaquie Foster pour le titre de champion du monde des super-plumes WBC. Ray Vargas conserve difficilement son titre des poids super-coqs le 8 mars 2024 en faisant match nul contre Nick Ball après avoir été compté à deux reprises au 8e et 11e round.